# برانيسلاف راتكوفيكا
برانيسلاف راتكوفيكا (بالصربية: Бранислав Ратковица) مواليد 27 يوليو 1985 في جمهورية البوسنة والهرسك الاشتراكية، هو لاعب كرة سلة صربي. بدأ مسيرته الاحترافية في سنة 2002. يحمل الرقم 6.

## المسيرة الاحترافية
لعب مع نادي ميغا لكرة السلة في موسم 2006–2007، ثم لعب مع إي دبليو إي باسكتس أولدنبورغ في الدوري الألماني في موسم 2007–2008، ثم لعب مع تايغرز توبينغن من سنة 2008 إلى 2011، ثم لعب مع ألياغا بتكيم في موسم 2011–2012، ثم لعب مع أرتلاند دراغونز في الدوري الألماني في سنة 2013، ثم لعب مع تايغرز توبينغن من سنة 2013 إلى 2015.

## روابط خارجية
- برانيسلاف راتكوفيكا على موقع كرة السلة الأوروبية.كوم (الإنجليزية)
- برانيسلاف راتكوفيكا على موقع ريلجم (الإنجليزية)
- برانيسلاف راتكوفيكا على موقع بروبوليرز (الإنجليزية)
- برانيسلاف راتكوفيكا على موقع سبورتس رفرنس (الإنجليزية)